# Biserica Sfântul Nicolae din Țigănești

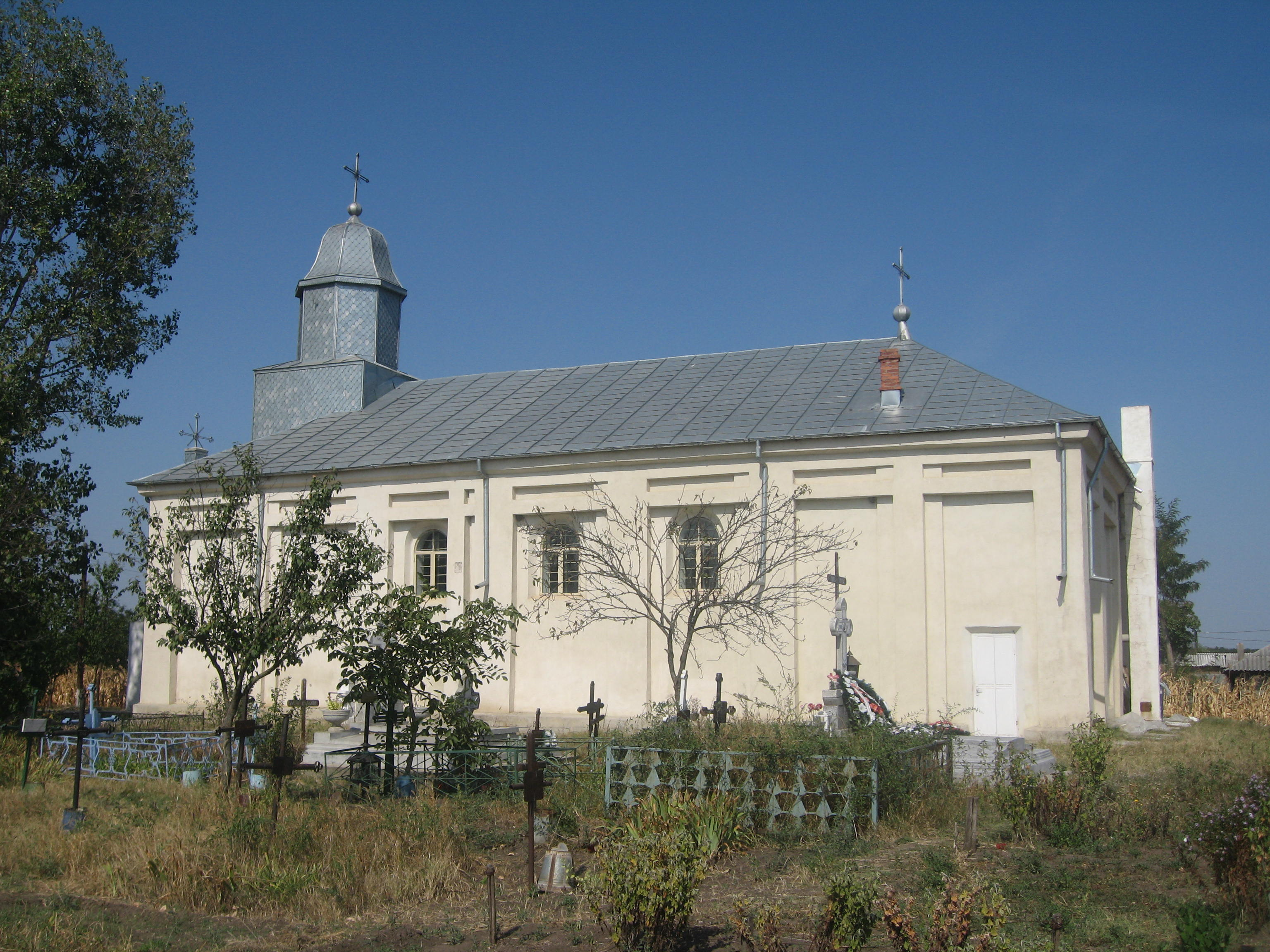
Biserica „Sf. Nicolae” din Țigănești

Biserica „Sf. Nicolae” din Țigănești este o biserică ortodoxă construită în jurul anului 1841 în satul Țigănești (comuna Munteni, județul Galați). Ctitorul bisericii este considerat a fi marele logofăt și poet Costache Conachi (1777-1849), proprietarul moșiei Țigănești (unde avea și un conac) și unul dintre cei mai bogați boieri din Principatul Moldovei.  Edificiul se află în cimitirul satului.

## Istoric
În secolul al XVIII-lea, moșia Țigănești a devenit proprietatea familiei boierești Conachi. A fost construit un conac boieresc care a fost stăpânit de Manolachi Conachi (d. 1803), vornic al Țării de Jos. În acest conac s-a născut la 14 octombrie 1777 Costache Conachi (1777-1849). Acesta a fost un om învățat și avea rangul de comis în anul morții tatălui său (în 1803). El a moștenit un „sat întreg Țigănești (...) cu locuitori pe dânsul”. Tatăl său îi lăsase foarte multe datorii, astfel că „averea ce mi-au lăsat-o a fost foarte puțină precum lumea știa și scrisorile o dovedesc”.
Costache Conachi a făcut parte din comisia pentru elaborarea Codului Calimach (1815), iar apoi din comisia pentru elaborarea Regulamentului Organic (1829). A îndeplinit numeroase funcții administrative: ispravnic al Ținutului Tecuci, președinte al Departamentului Afacerilor Străine (Marea Postelnicie), mare vornic și apoi mare logofăt. El este considerat precursor al poeziei moderne românești.
S-a căsătorit la 29 ianuarie 1828, la Țigănești, cu Smaranda (Zulnia) Donici, văduva lui Petrache Negre (d. 1824), cu care avusese șase copii, printre care și Costache Negri. Costache și Smaranda Conachi au avut un singur copil, Ecaterina (Cocuța) Conachi, care s-a născut la 17 august 1828. Soția sa a murit la 12 octombrie 1831, fiind înmormântată în cimitirul Bisericii Banu din Iași.
Retras la Țigănești după o candidatură nereușită la domnia Principatului Moldovei, Costache Conachi a modernizat conacul boieresc (în perioada 1839-1841) construind și o poartă triumfală în stil neogotic. Tot atunci a construit o biserică cu hramul "Sf. Nicolae", probabil în locul alteia mai vechi. 
Fiica lui Costache Conachi, Cocuța, s-a căsătorit la Țigănești, la 2 iunie 1846, cu grecul Nicolae Vogoride (fiul lui Ștefan Vogoride, fost caimacam și capuchehaie a Moldovei la Constantinopol), viitor caimacam al Moldovei (1857-1858). La nuntă a asistat și principele Mihail Sturdza, a cărei soție (Smaranda Sturdza) era sora lui Nicolae Vogoride. 
Marele logofăt Costache Conachi a murit la 4 februarie 1849, fiind înmormântat lângă soția sa, în cimitirul Bisericii Banu. Ulterior, rămășițele pământești ale lui Costache Conachi și soției sale au fost transportate la Țigănești, lângă biserica pe care o ctitorise.  Averea sa (satul Țigănești și încă 32 de sate întregi sau părți de sate) a fost lăsată fiicei sale, Cocuța Vogoride-Conachi. După moartea lui Nicolae Vogoride, Cocuța Conachi s-a căsătorit la 10 iunie 1864 cu principele italian Emanuele Ruspoli. A decedat la 22 februarie 1870 și a fost înmormântată la moșia familiei de la Țigănești.
În anul 1881, Emanoil Conachi-Vogoride, fiul Cocuței, a vândut conacul și moșia de la Țigănești lui Tache Anastasiu, în timp ce partea de moșie aflată pe malul drept al Bârladului a fost vândută lui Anton Cincu. Tache Anastasiu (1836-1900) și-a lăsat averea Academiei Române, printr-un testament din 1897.
Biserica „Sf. Nicolae” din Țigănești a fost reparată în anii 1927-1928.

## Morminte în curtea bisericii
Lângă peretele sudic al bisericii se află mormântul a patru membri ai familiei boierești Conachi, printre care și marele logofăt și poet Costache Conachi (1777-1849). Pe mormânt se află o lespede funerară cu următoarea inscripție în limba română cu caractere chirilice:
„Manolache Conache, vornic de Țara de Jos, săvărșit din vieață la 7 maiu 1803.
Ecaterina, fiica sa, soție caminarului Ioniță Sturza, săvărșită la 1827.
Smaranda, născută Donici, nora sa și soție logofătului Costache Conache, săvărșită la 1831 octombrie 12.
Costache Conache, care din botez [a primit numele de] Alexandru, logofătu și cavaler de san. Vladimir, născut la 14 octombrie 1777, săvărșit din vieață la 4 februarie 1849, la 12 oar dimineață,
zacu și odihnescu supt această piatră.”
Pe partea vestică a crucii se află o altă inscripție în limba română cu caractere chirilice, din care se pot descifra următoarele: „Pomineștimă și pre mine Doamne întru împără[ția Ta]”.

## Imagini

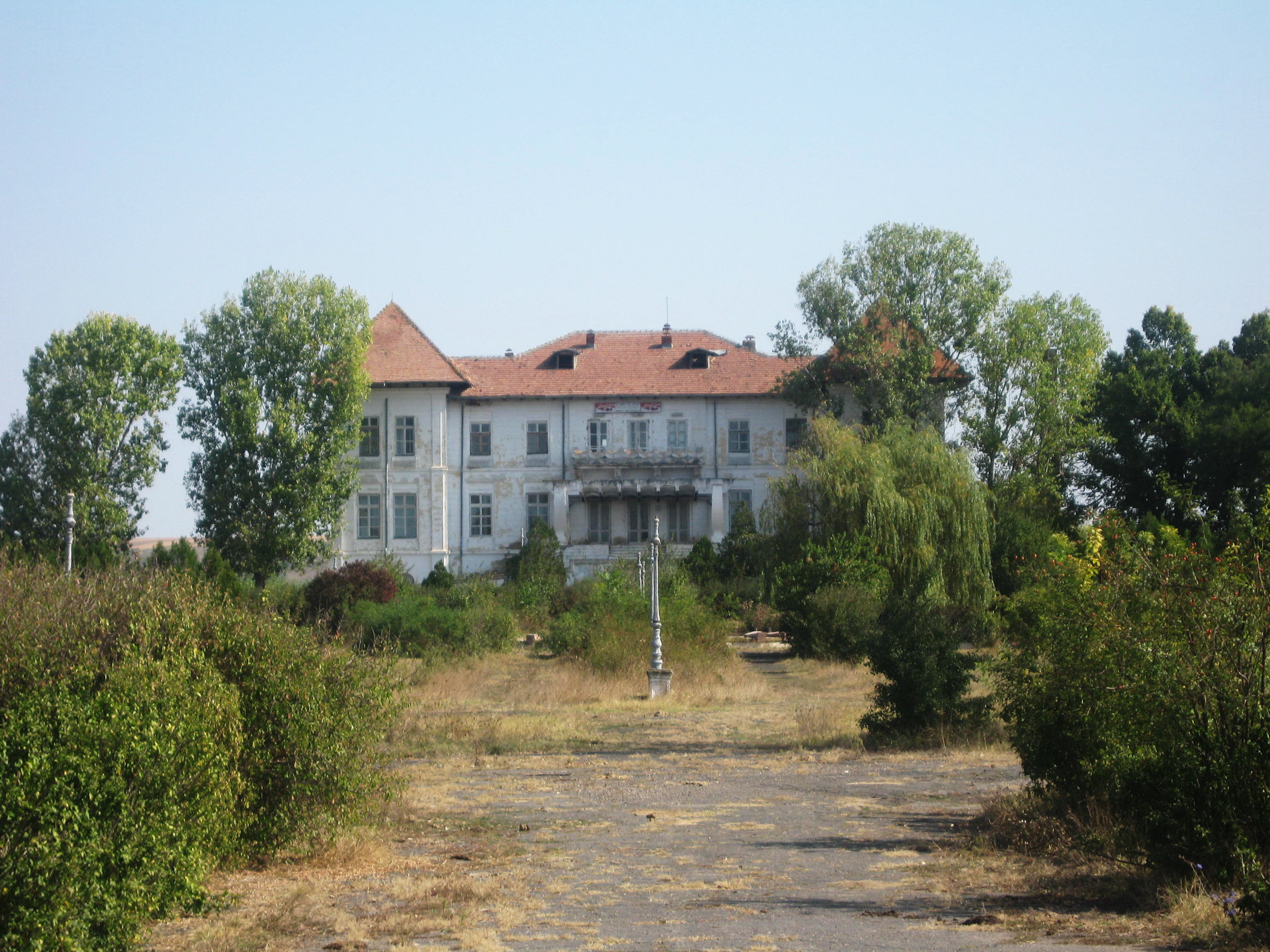
Conacul Costache Conachi din Țigănești
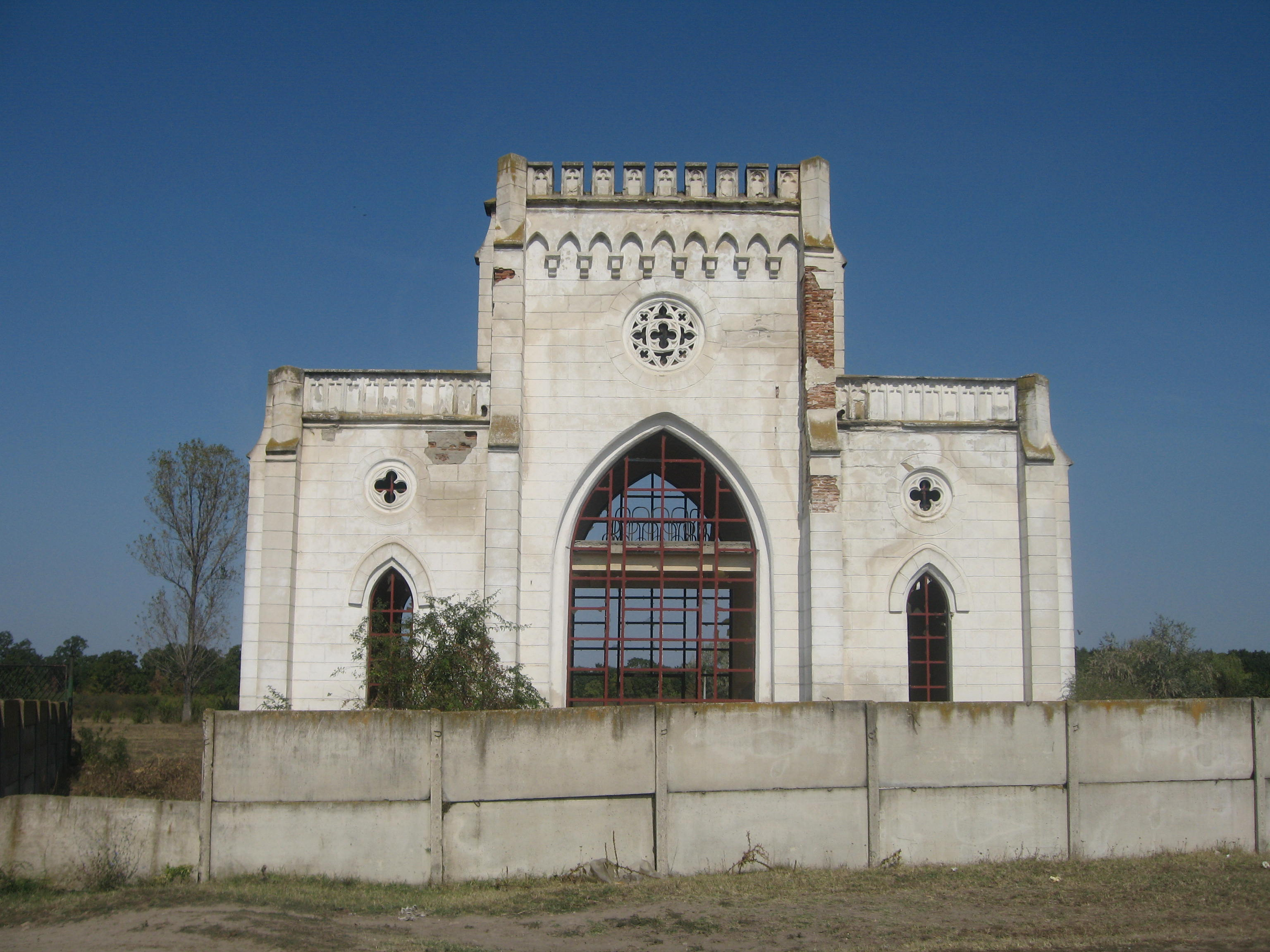
Conacul Costache Conachi din Țigănești - poarta
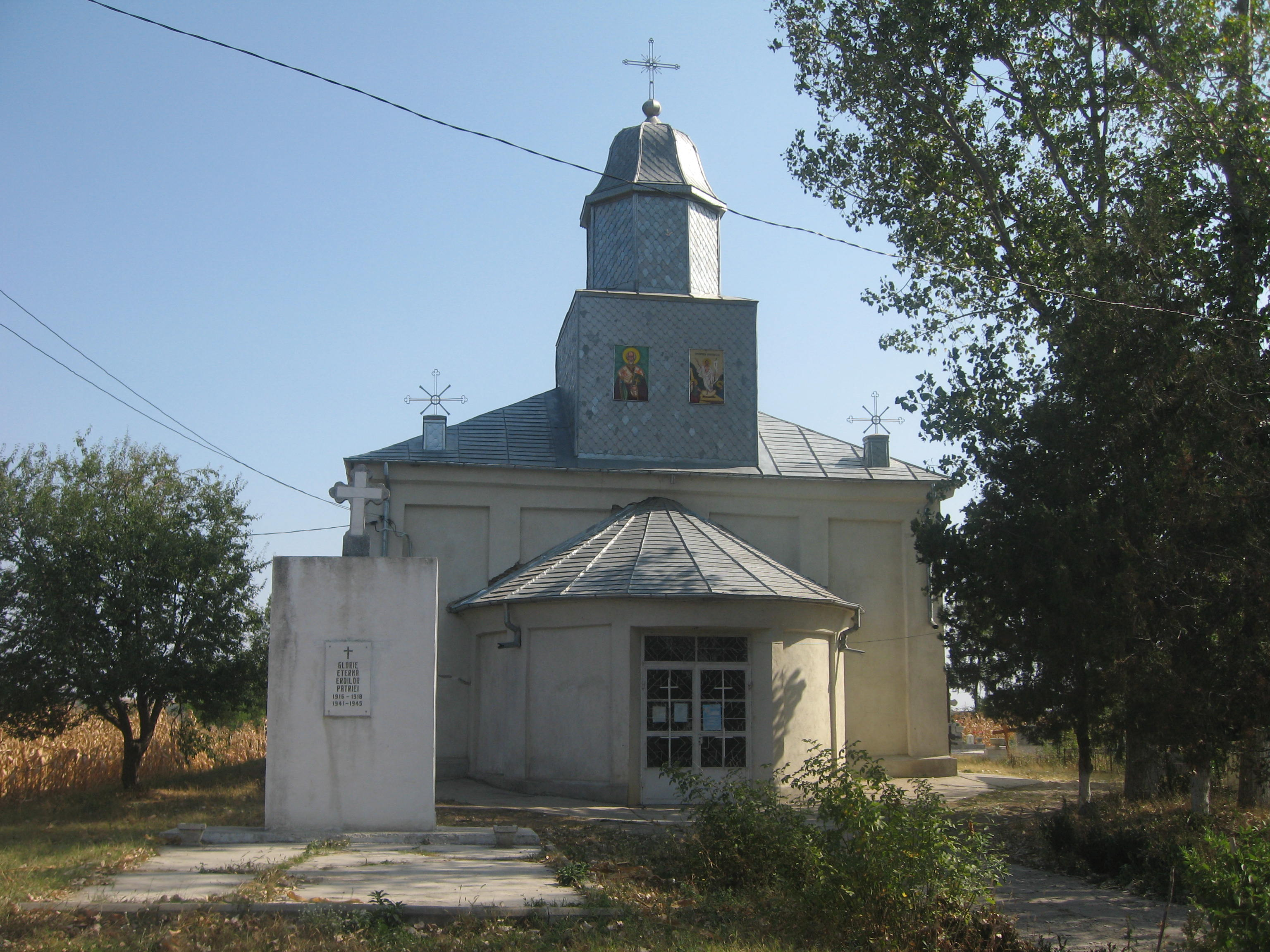
Biserica „Sf. Nicolae” din Țigănești - vedere dinspre vest
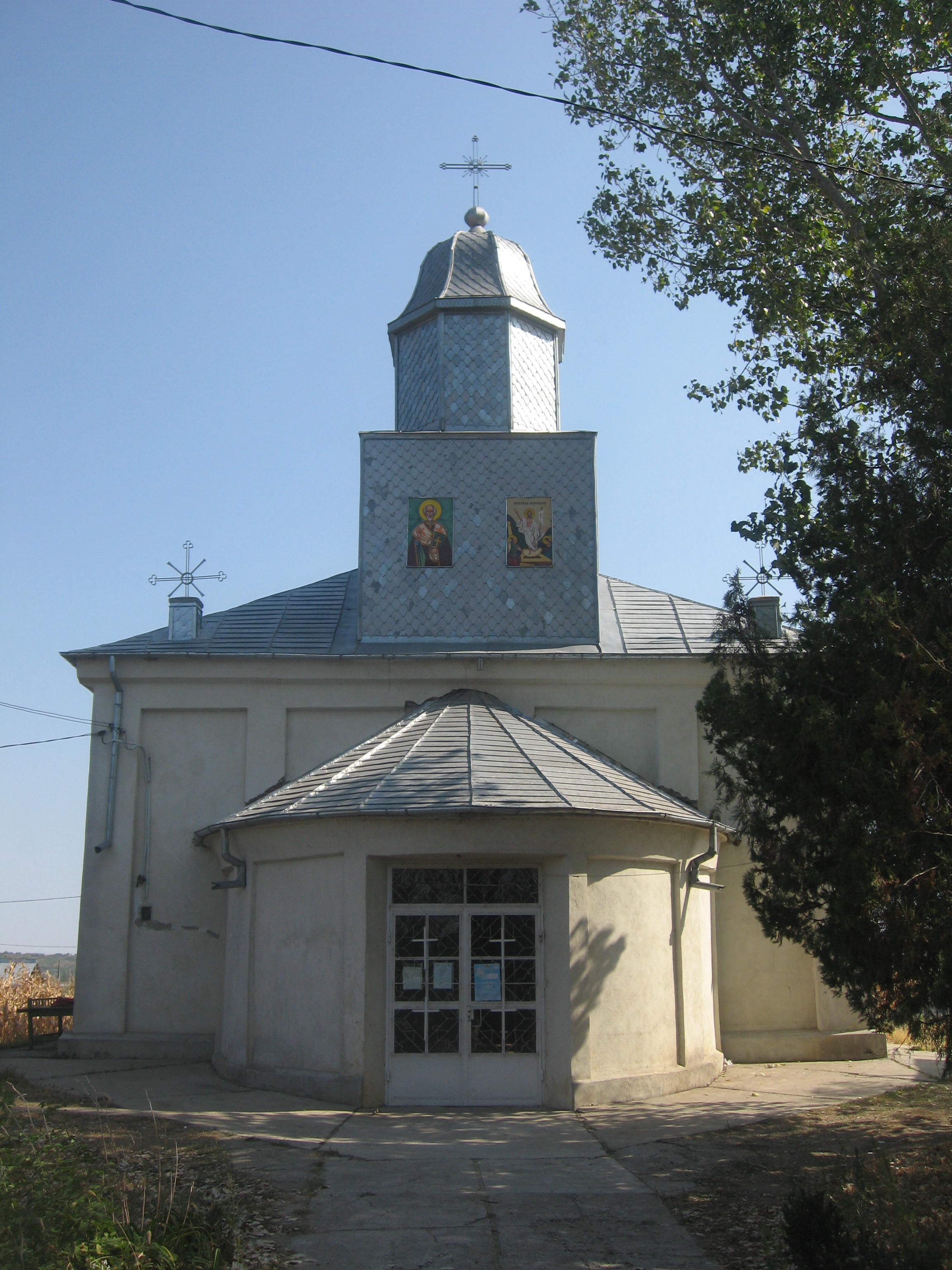
Vedere dinspre vest
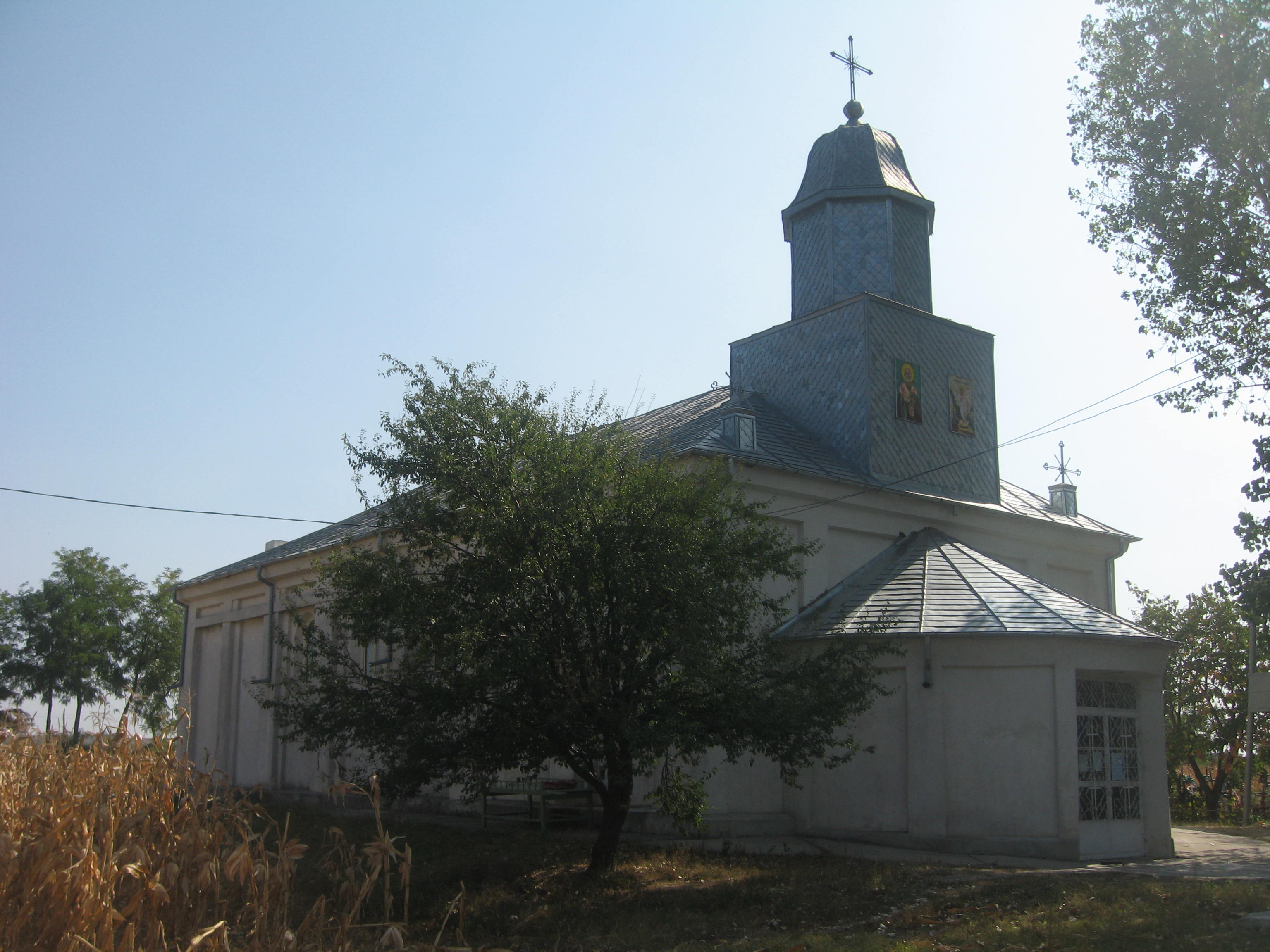
Vedere dinspre nord-vest
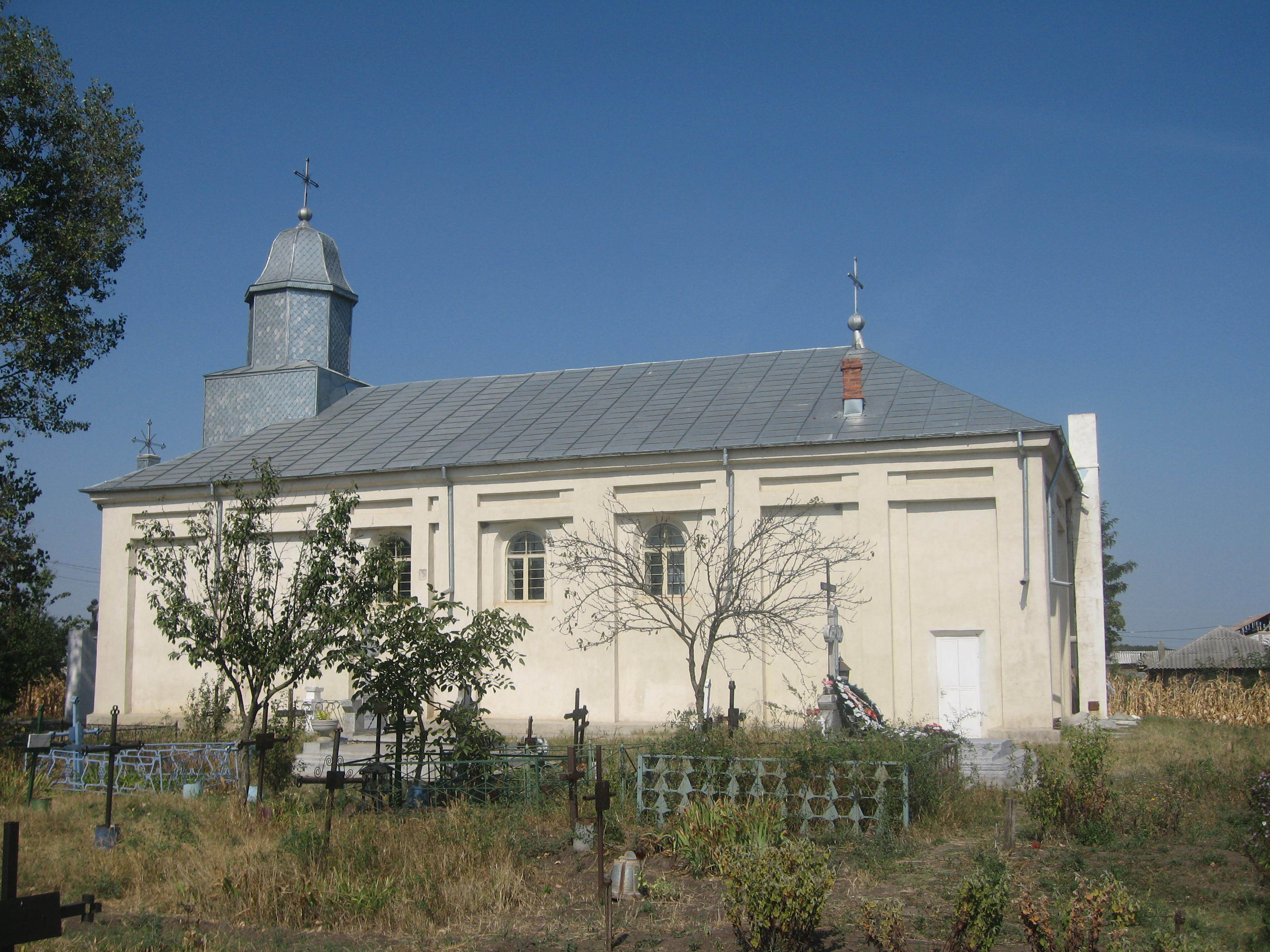
Vedere dinspre sud
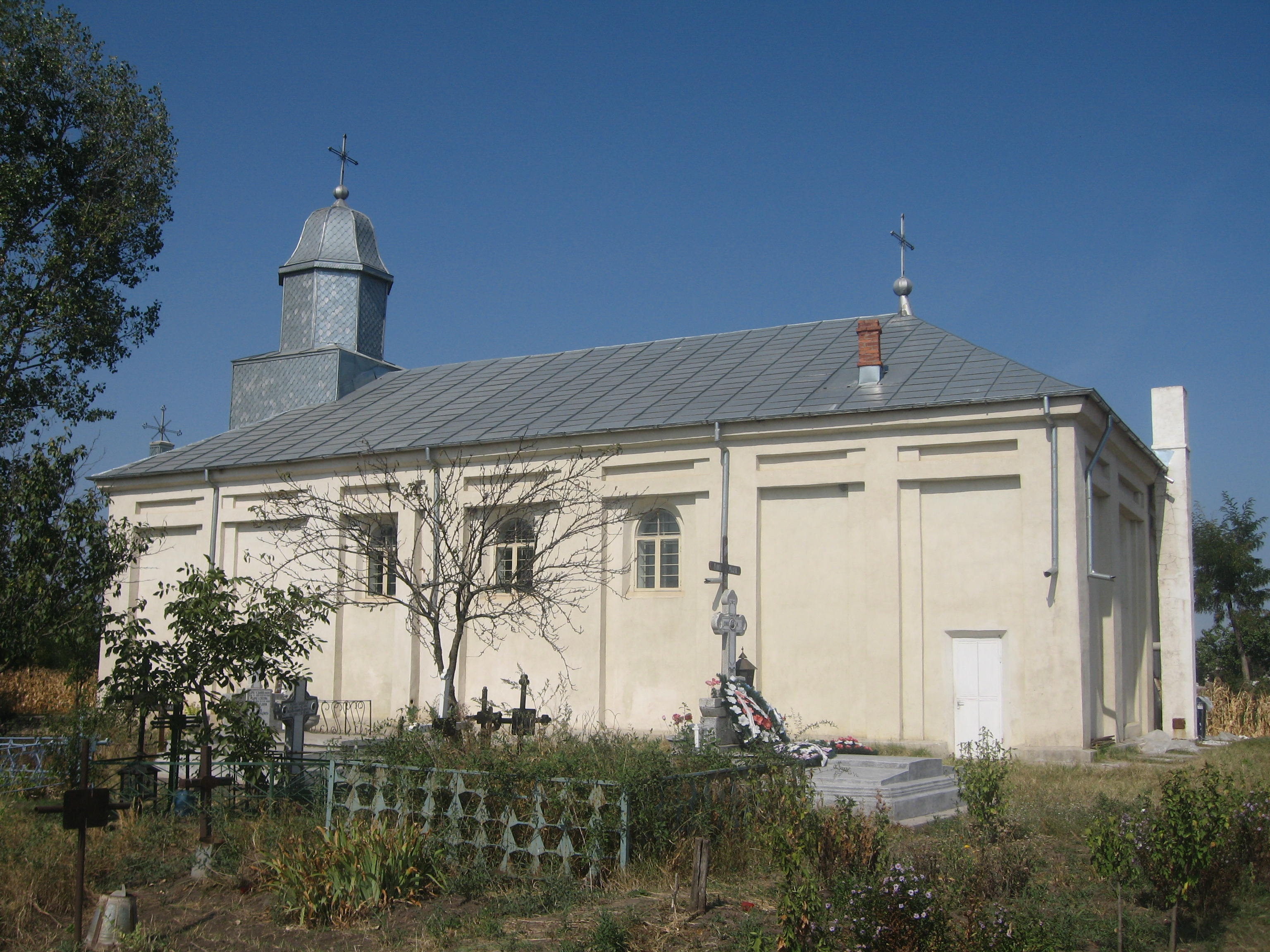
Latura sudică
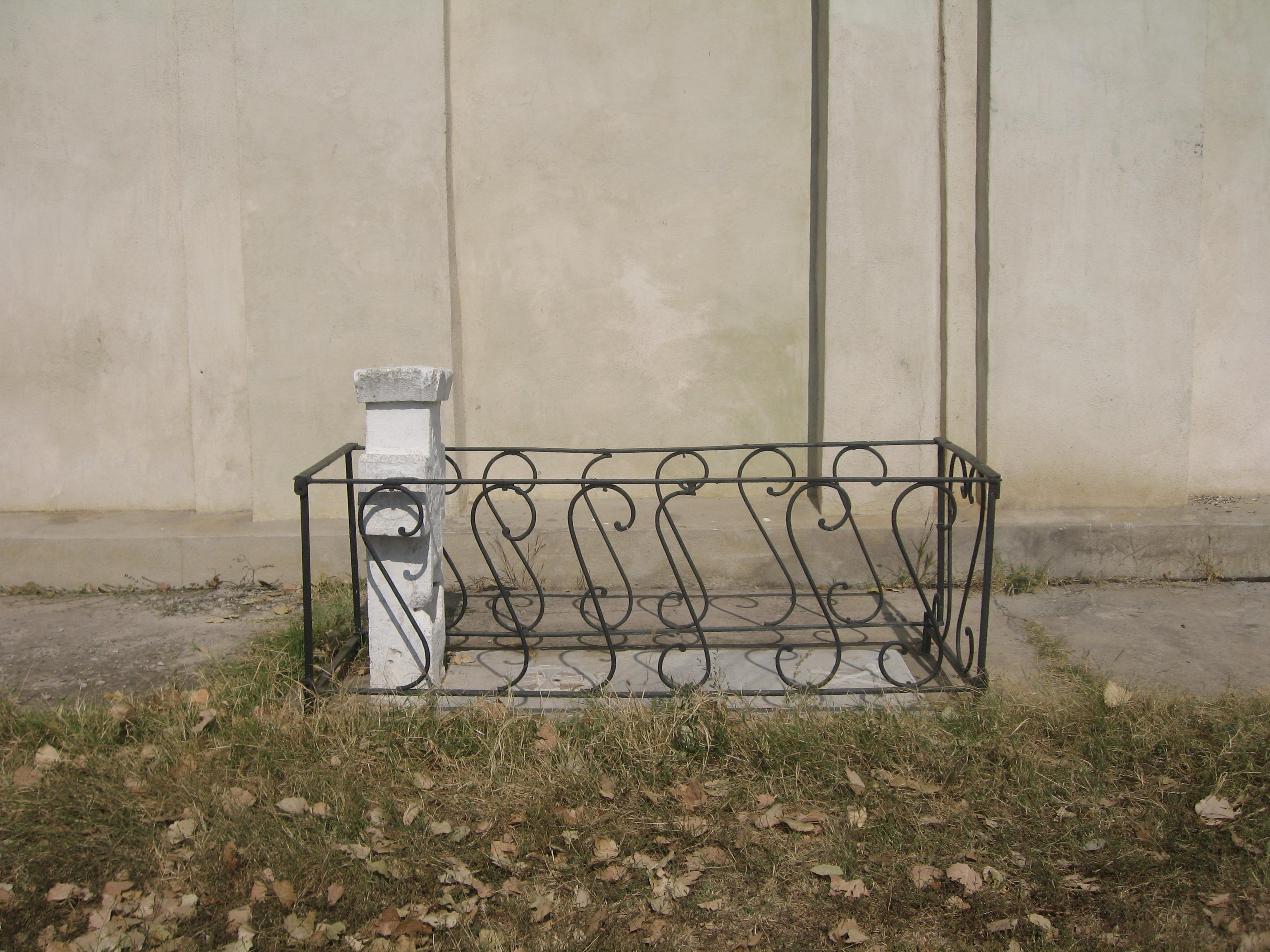
Mormântul boierilor din familia Conachi
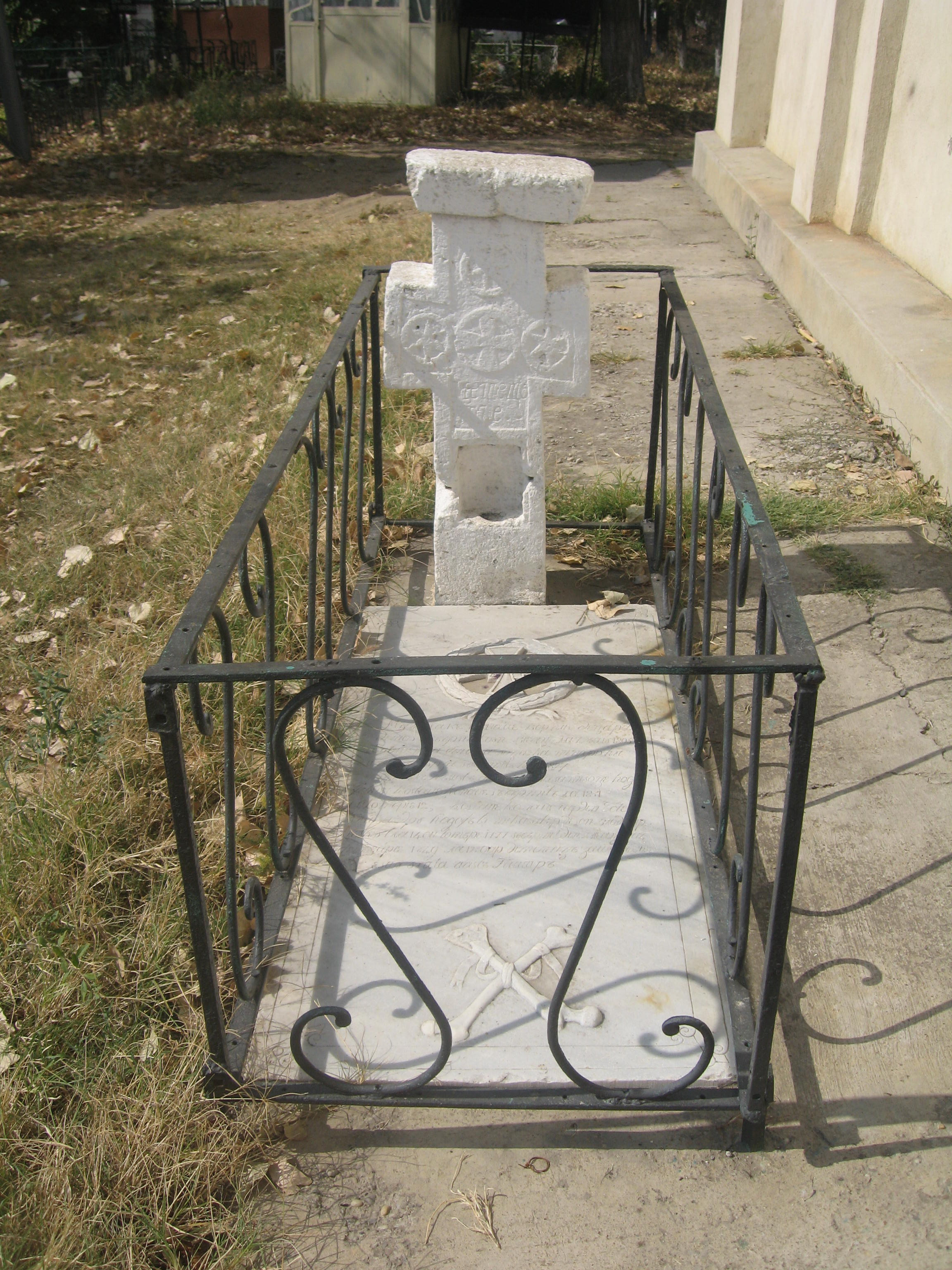
Mormântul boierilor din familia Conachi
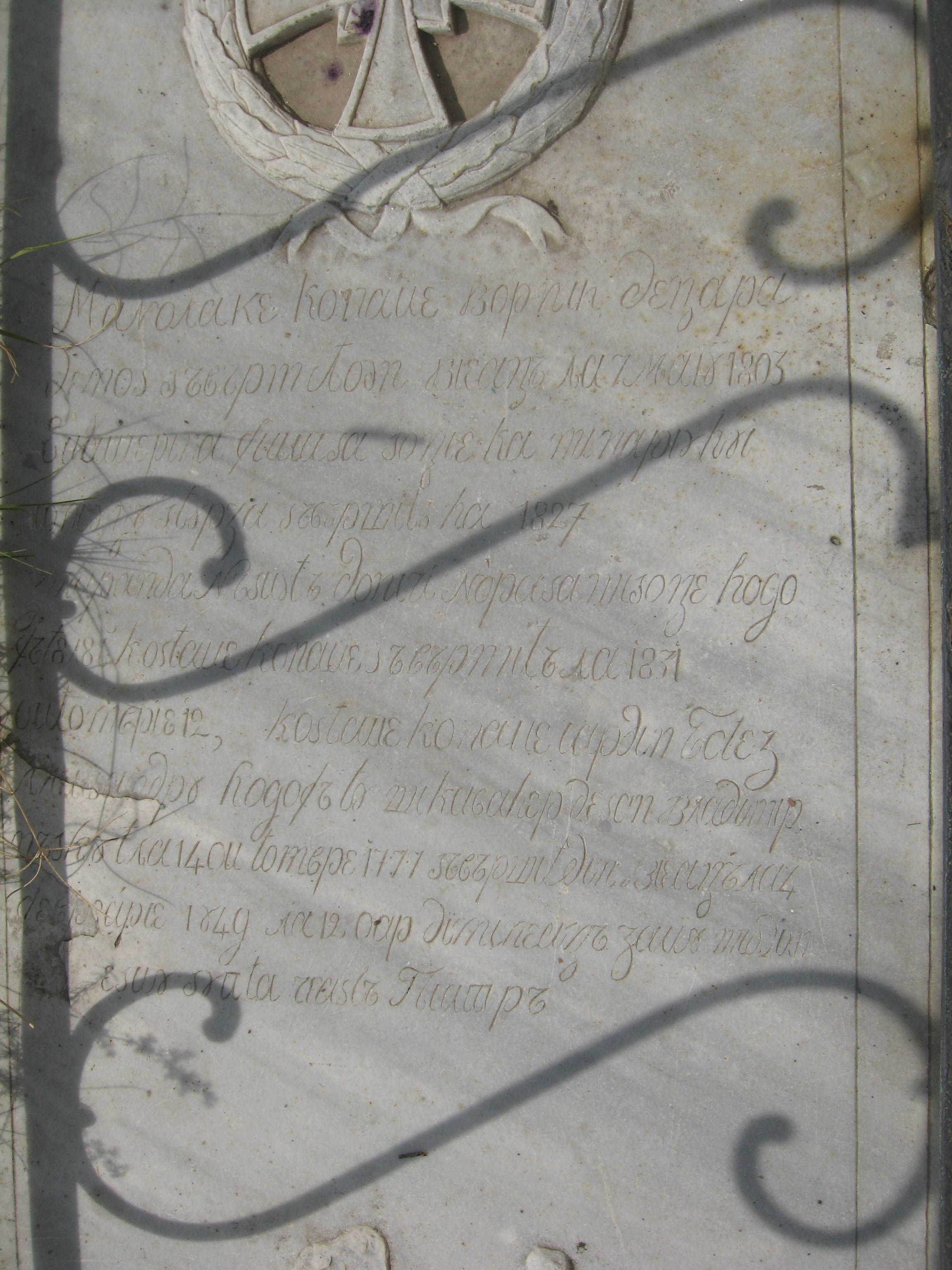
Piatra funerară a boierilor Conachi